# Frea annulata
Frea annulata là một loài bọ cánh cứng trong họ Cerambycidae.